# Prezidentské volby na Slovensku 2024
Volba prezidenta Slovenské republiky v roce 2024 byla v pořadí šestou přímou volbou slovenské hlavy státu. První kolo voleb se uskutečnilo 23. března 2024, druhé kolo proběhlo 6. dubna 2024. Vítězem volby se ve druhém kole se ziskem 53,12 % hlasů stal Peter Pellegrini.
Zuzana Čaputová, která je prezidentkou od roku 2019, dne 20. června 2023 oznámila, že nebude o zisk prezidentské funkce znovu usilovat. Její mandát skončil 15. června 2024.
Kandidáta mohlo navrhnout nejméně 15 poslanců Národní rady Slovenské republiky nebo petice opatřená 15 tisíci podpisy. Návrhy bylo nutné odevzdat nejpozději do 30. ledna 2024.
Předvolební kampaň oficiálně začala 8. ledna 2024. Kandidát mohl za svou volební kampaň utratit maximálně 500 tisíc eur.

## Kandidáti
Voleb se v prvním kole zúčastnilo 9 kandidátů:
| Č. | Fotografie       | Jméno            | Počet odevzdaných podpisů | Strana | Poznámky |
| -- | ---------------- | ---------------- | ------------------------- | --- | --- |
| 1  | Ján Kubiš        | Ján Kubiš        | více než 15 000           | nezávislý kandidát | Diplomat, bývalý ministr zahraničních věcí (2006–2009). |
| 2  |                  | Ivan Korčok      | více než 40 000           | nezávislý kandidát (podpora PS, SaS, Demokrati, OKS, MES, Most-Híd 2023, KDH, DS, ODS, Fórum, SRK, ZA ĽUDÍ a Slovensko) | Diplomat, bývalý ministr zahraničních věcí (2020–2022). Návrh byl přijat 23. ledna 2024. |
| 3  | Krisztián Forró  | Krisztián Forró  | více než 30 000           | SZÖVETSÉG–ALIANCIA | Předseda strany Maďarská aliancia, podnikatel. Návrh byl přijat 31. ledna 2024. |
| 5  | Marian Kotleba   | Marian Kotleba   | více než 20 000           | ĽSNS | Předseda strany Kotlebovci – Ľudová strana Naše Slovensko, kandidát na prezidenta ve volbách v roce 2019. |
| 6  | Peter Pellegrini | Peter Pellegrini | 26 poslanců               | HLAS-SD (podpora SMER-SD, SNS, Sme rodina, ApS a SZÖVETSÉG–ALIANCIA)                                                    | Předseda strany HLAS – sociálna demokracia, bývalý předseda vlády (2018–2020), předseda Národní rady SR. Kandidaturu potvrdil 19. ledna 2024 na tiskové konferenci v Banské Bystrici. Návrh byl přijat 24. ledna 2024. |
| 7  |                  | Patrik Dubovský  | podpisy poslanců          | ZA ĽUDÍ (podpora KÚ) | Historik, pracovník Ústavu paměti národa, člen strany ZA ĽUDÍ. |
| 8  | Štefan Harabin   | Štefan Harabin   | více než 18 000           | nezávislý kandidát | Právník, bývalý soudce, bývalý ministr spravedlnosti (2006–2009), kandidát na prezidenta ve volbách v roce 2019. Návrh byl přijat 31. ledna 2024.                                                                      |
| 9  |                  | Milan Náhlik     | podpisy občanů            | nezávislý kandidát | Bývalý policista. Návrh byl přijat 31. ledna 2024. |
| 10 | Igor Matovič     | Igor Matovič     | podpisy poslanců          | Slovensko | Předseda hnutí Slovensko, bývalý předseda vlády (2020–2021) a ministr financí (2021–2022). |

### Vzdali se kandidatury
| Č. | Fotografie   | Jméno        | Počet odevzdaných podpisů | Strana | Poznámky |
| -- | ------------ | ------------ | ------------------------- | ------ | --- |
| 4  | Andrej Danko | Andrej Danko | více než 20 000           | SNS    | Předseda Slovenské národné strany, bývalý předseda (2016–2020) a současný místopředseda Národní rady SR. Návrh byl přijat 25. ledna 2024. V týdnu před volbami se kandidatury vzdal ve prospěch Štefana Harabina. |
| 11 | Róbert Švec  | Róbert Švec  | přibližně 15 000          | SHO    | Předseda občanského sdružení a politického hnutí Slovenské Hnutie Obrody, kandidát na prezidenta ve volbách v roce 2019. V týdnu před volbami se kandidatury vzdal ve prospěch Štefana Harabina.                  |

### Kandidaturu zvažovali
Svou kandidaturu původně ohlásili také:
- Beáta Janočková, manažerka, zakladatelka Iniciatívy za vymazaných rodičov[39]
- Marta Čurajová, lektorka anglického jazyka[40][41]
- Peter Kuťka, influencer[42]
- Miroslav Radačovský, předseda strany Slovenský patriot, europoslanec a bývalý soudce.[43]

### Kandidaturu odmítli
Bývalý předseda strany Strany demokratickej ľavice a politik Peter Weiss v srpnu 2023 oznámil, že se o hlasy voličů ucházet nebude.
Opoziční Kresťanskodemokratické hnutie uvedlo, že jeho prezidentskou kandidátkou by mohla být buď europoslankyně Miriam Lexmann, nebo bývalý ministr spravedlnosti Viliam Karas. Hnutí však nakonec vlastního kandidáta nepostavilo a v únoru 2024 podpořilo Ivana Korčoka.
Bývalý kandidát z volby prezidenta v roce 2019 Róbert Mistrík uvedl, že opětovně kandidovat nebude.

## Výsledky

Mapa výsledků 1. kola podle okresů

Mapa výsledků 2. kola podle okresů

|                            | Ivan Korčok      | nezávislý          | 958 393   | 42,51 | 1 243 709 | 46,87 |  |  |
|                            | Peter Pellegrini | HLAS-SD            | 834 718   | 37,02 | 1 409 255 | 53,12 |  |  |
|                            | Štefan Harabin   | nezávislý          | 264 579   | 11,73 | —         | —     |  |  |
|                            | Krisztián Forró  | SZÖVETSÉG–ALIANCIA | 65 588    | 2,90  | —         | —     |  |  |
|                            | Igor Matovič     | Slovensko          | 49 201    | 2,18  | —         | —     |  |  |
|                            | Ján Kubiš        | nezávislý          | 45 957    | 2,03  | —         | —     |  |  |
|                            | Patrik Dubovský  | ZA ĽUDÍ            | 16 107    | 0,71  | —         | —     |  |  |
|                            | Marian Kotleba   | ĽSNS               | 12 771    | 0,56  | —         | —     |  |  |
|                            | Milan Náhlik     | nezávislý          | 3 111     | 0,13  | —         | —     |  |  |
|                            | Andrej Danko     | SNS                | 1 905     | 0,08  | —         | —     |  |  |
|                            | Róbert Švec      | SHO                | 1 876     | 0,08  | —         | —     |  |  |
|                            |                  |                    |           |       |           |       |  |  |
| Celkem                     | Celkem           | Celkem             | 2 254 206 | —     | 2 651 748 | —     |  |  |
|                            |                  |                    |           |       |           |       |  |  |
| Platné hlasy               | Platné hlasy     | Platné hlasy       | 2 254 206 | 99,49 | 2 651 748 | 99,31 |  |  |
| Neplatné hlasy             | Neplatné hlasy   | Neplatné hlasy     | 10 563    | 0,46  | 17 232    | 0,64  |  |  |
| Volební účast              | Volební účast    | Volební účast      | 2 265 656 | 51,91 | 2 670 062 | 61,14 |  |  |
| Nevolilo                   | Nevolilo         | Nevolilo           | 2 098 415 | 48,08 | 1 696 864 | 38,85 |  |  |
| Voliči v seznamu           | Voliči v seznamu | Voliči v seznamu   | 4 364 071 | —     | 4 366 926 | —     |  |  |
|                            |                  |                    |           |       |           |       |  |  |
| Zdroj: Štatistický úřad SR |                  |                    |           |       |           |       |  |  |

## Předvolební průzkumy

### 1. kolo

Grafické znázornění předvolebních průzkumů

| Agentura  | data sbírána    | Peter Pellegrini | Ivan Korčok     | Štefan Harabin | Igor Matovič | Ján Kubiš | Krisztián Forró | Andrej Danko | Patrik Dubovský | Marian Kotleba | Róbert Švec | Milan Náhlik |     |     |
| --------- | --------------- | ---------------- | --------------- | -------------- | ------------ | --------- | --------------- | ------------ | --------------- | -------------- | ----------- | ------------ | --- | --- |
| Agentura  | data sbírána    | Ipsos            | 16.–19. 3. 2024 | 37,5           | 36,3         | 13,1      | 3,6             | 2,5          | 4,3             | –              | 1,1         | 0,9          | 0,8 | 0,1 |
| NMS       | 13.–18. 3. 2024 | 34,2             | 36,0            | 16,0           | 4,0          | 2,8       | 2,7             | 0,5          | 0,9             | 2,2            | 0,5         | 0,2          |     |     |
| Sanep     | 11.–17. 3. 2024 | 35,6             | 33,1            | 12,0           | 5,2          | 3,6       | 2,6             | 2,0          | 1,9             | 2,7            | 0,8         | 0,5          |     |     |
| Ipsos     | 12.–16. 3. 2024 | 37,4             | 36,6            | 11,3           | 4,3          | 2,4       | 2,8             | 0,9          | –               | 1,8            | –           | 1,1          |     |     |
| Median SK | 7.–13. 3. 2024  | 34,2             | 35,7            | 11,4           | 3,2          | 3,2       | 2,7             | 2,3          | 1,8             | 2,3            | 2,2         | 1,0          |     |     |
| Focus     | 7.–11. 3. 2024  | 34,4             | 33,1            | 12,7           | 4,7          | 4,5       | 3,2             | 3,1          | 1,5             | 1,8            | 0,6         | 0,4          |     |     |
| Sanep     | 26.–29. 2. 2024 | 38,3             | 32,7            | 10,2           | 5,8          | 4,1       | 2,8             | 2,0          | 1,3             | 1,9            | 0,3         | 0,6          |     |     |
| Median SK | 23.–27. 2. 2024 | 32,7             | 36              | 11,2           | 4,9          | 3,2       | 2,7             | 2,2          | 2,0             | 2,1            | 1,9         | 1,1          |     |     |
| Focus     | 14.–21. 2. 2024 | 35,2             | 34,0            | 11,0           | 5,0          | 4,3       | 3,1             | 3,2          | 1,3             | 2,4            | –           | 0,5          |     |     |
| Ipsos     | 16.–21. 2. 2024 | 40,2             | 36,3            | 8,5            | 4,3          | 3,4       | 3,0             | 1,1          | 1,3             | 1,7            | –           | 0,3          |     |     |
| NMS       | 14.–18. 2. 2024 | 35,8             | 34,6            | 10             | 6,6          | 4,8       | 2,2             | 1,3          | 1,1             | 2              | –           | 1,5          |     |     |
| AKO       | 5.–12. 2. 2024  | 39,0             | 37,2            | 8,1            | 4,8          | 3,0       | 2,4             | 2,1          | 1,9             | 0,9            | –           | 0,6          |     |     |

| Agentura  | data sbírána         | Peter Pellegrini | Ivan Korčok     | Štefan Harabin | Igor Matovič | Ján Kubiš | Krisztián Forró | Andrej Danko | Patrik Dubovský | Marian Kotleba | Róbert Švec | Milan Náhlik | Robert Mistrík | Peter Weiss | Peter Kuťka | Ján Drgonec | Beáta Janočková | Miroslav Radačovský | Miriam Lexmann | Robert Fico | Ľudovít Ódor | Jozef Banáš | Milan Uhrík | Boris Kollár | Maroš Žilinka | Ostatní |   |   |
| --------- | -------------------- | ---------------- | --------------- | -------------- | ------------ | --------- | --------------- | ------------ | --------------- | -------------- | ----------- | ------------ | -------------- | ----------- | ----------- | ----------- | --------------- | ------------------- | -------------- | ----------- | ------------ | ----------- | ----------- | ------------ | ------------- | ------- | - | - |
| Agentura  | data sbírána         | Ipsos            | 22.–25. 1. 2024 | 40,7           | 38,2         | 8,0       | –               | 2,1          | 3,3             | 1,7            | 0,4         | 1,6          | –              | –           | –           | –           | 1,1             | –                   | 1,0            | 1,2         | –            | –           | –           | –            | –             | –       | – | – |
| AKO       | 11.–16. 1. 2024      | 40,6             | 37,7            | 8              | 3,1          | 2,4       | –               | 1,5          | –               | –              | –           | –            | –              | –           | –           | –           | –               | –                   | 4,8            |             | –            | –           | –           | –            | –             | –       | – |   |
| NMS       | 10.–14. 1. 2024      | 32,4             | 33              | 11             | 4,3          | 1,9       | –               | 1,8          | –               | –              | 0,6         | 2,2          | –              | –           | –           | –           | 2               | 1,5                 | 9,2            |             | –            | –           | –           | –            | –             | –       | – |   |
| Sanep     | 2. 1. 2024           | 43,9             | 32,3            | 9,8            | 9,9          | 0,6       | –               | 3,5          | –               | –              | –           | –            | –              | –           | –           | –           | –               | –                   | –              |             | –            | –           | –           | –            | –             | –       | – |   |
| Ipsos     | 13.–18. 12. 2023     | 25               | 16              | 7              | 2            | 2         | –               | –            | –               | –              | –           | –            | –              | –           | –           | –           | –               | –                   | –              | 2           |              | –           | –           | –            | –             | –       | – |   |
| Median SK | 13. 11.–17. 12. 2023 | 30,3             | 23,3            | –              | –            | –         | –               | –            | –               | –              | –           | –            | –              | –           | 3,2         | –           | –               | –                   | 2,5            | 15,2        | 4,9          | 5,5         | 4,2         | 3,7          | 2,1           | 5,1     |   |   |
| AKO       | 7.–14. 11. 2023      | 40               | 30,4            | 8,9            | 5,8          | –         | –               | –            | –               | –              | –           | –            | –              | –           | 3,6         | –           | –               | –                   | 1,9            | –           | –            | –           | –           | –            | –             | 9,5     |   |   |
| Ipsos     | 10. 11. 2023         | 19               | 14              | 8              | 2            | –         | –               | –            | –               | –              | –           | –            | –              | –           | 3           | –           | –               | –                   | –              | –           | –            | –           | –           | –            | 8             | –       |   |   |
| Ipsos     | červenec 2023        | 12               | 11              | 7              | 3            | 4         | –               | –            | –               | –              | –           | –            | –              | –           | 3           | –           | –               | –                   | 3              | 13          | –            | –           | –           | –            | 8             | –       |   |   |
| Focus     | 21.-28. 6. 2023      | 13               | 10              | 4              | 2            | –         | –               | –            | –               | 2              | –           | –            | –              | –           | 2           | 3           | –               | –                   | 1              | –           | –            | –           | –           | –            | 8             | –       |   |   |

### 2. kolo

#### Pellegrini vs Korčok

Grafické znázornění předvolebních průzkumů

| Agentura | data sbírána      | Peter Pellegrini | Ivan Korčok       |      |      |
| -------- | ----------------- | ---------------- | ----------------- | ---- | ---- |
| Agentura | data sbírána      | Ipsos            | 30. 3.–2. 4. 2024 | 49,9 | 50,1 |
| NMS      | 28. 3.–2. 4. 2024 | 48,3             | 51,7              |      |      |
| Focus    | 28. 3.–2. 4. 2024 | 50,8             | 49,2              |      |      |
| Median   | 28.–31. 3. 2024   | 51,1             | 48,9              |      |      |
| SCIO     | 25. 3.–2. 4. 2024 | 45,01            | 54,99             |      |      |
|          |                   |                  |                   |      |      |
| Ipsos    | 16.–19. 3. 2024   | 54,5             | 45,5              |      |      |
| NMS      | 13.–18. 3. 2024   | 50,9             | 49,1              |      |      |
| Sanep    | 11.–17. 3. 2024   | 54,9             | 45,1              |      |      |
| Ipsos    | 12.–16. 3. 2024   | 53,4             | 46,6              |      |      |
| Median   | 7.–13. 3. 2024    | 52,9             | 47,1              |      |      |
| Focus    | 7.–11. 3. 2024    | 56,0             | 44,0              |      |      |
| Sanep    | 26.–29. 2. 2024   | 54,1             | 45,9              |      |      |
| Median   | 23.–27. 2. 2024   | 51,7             | 48,3              |      |      |
| Focus    | 14.–21. 2. 2024   | 54,9             | 45,1              |      |      |
| Ipsos    | 16.–21. 2. 2024   | 53,8             | 46,2              |      |      |
| NMS      | 14.–18. 2. 2024   | 52,3             | 47,7              |      |      |
| AKO      | 5.–12. 2. 2024    | 53,7             | 46,3              |      |      |
| Ipsos    | 22.–25. 1. 2024   | 54,7             | 45,3              |      |      |
| Focus    | 16.–23. 1. 2024   | 54,2             | 45,8              |      |      |
| NMS      | 10.–14. 1. 2024   | 51,5             | 48,5              |      |      |
| Sanep    | 2. 1. 2024        | 58,1             | 41,9              |      |      |
| Ipsos    | 13.–18. 12. 2023  | 48               | 27                |      |      |
| Focus    | 15.–22. 11. 2023  | 60               | 40                |      |      |
| Ipsos    | 10. 11. 2023      | 40               | 26                |      |      |
| Focus    | 6.–13. 9. 2023    | 58               | 42                |      |      |